# Mojito
Le mojito, prononcé [moˈxito] en espagnol, ou mojito, morito, ou mohito en français[réf. nécessaire], est un cocktail traditionnel de la cuisine cubaine et de la culture de Cuba, à base de rhum, de soda, de citron vert, et de feuilles de menthe fraîche. Inspiré du mint julep, et variante des Ti-punch des Antilles, Daïquiri, et Cuba libre, il est né à Cuba dans les Caraïbes dans les années 1910 (dont il est à ce jour un emblème exotique international).

## Histoire

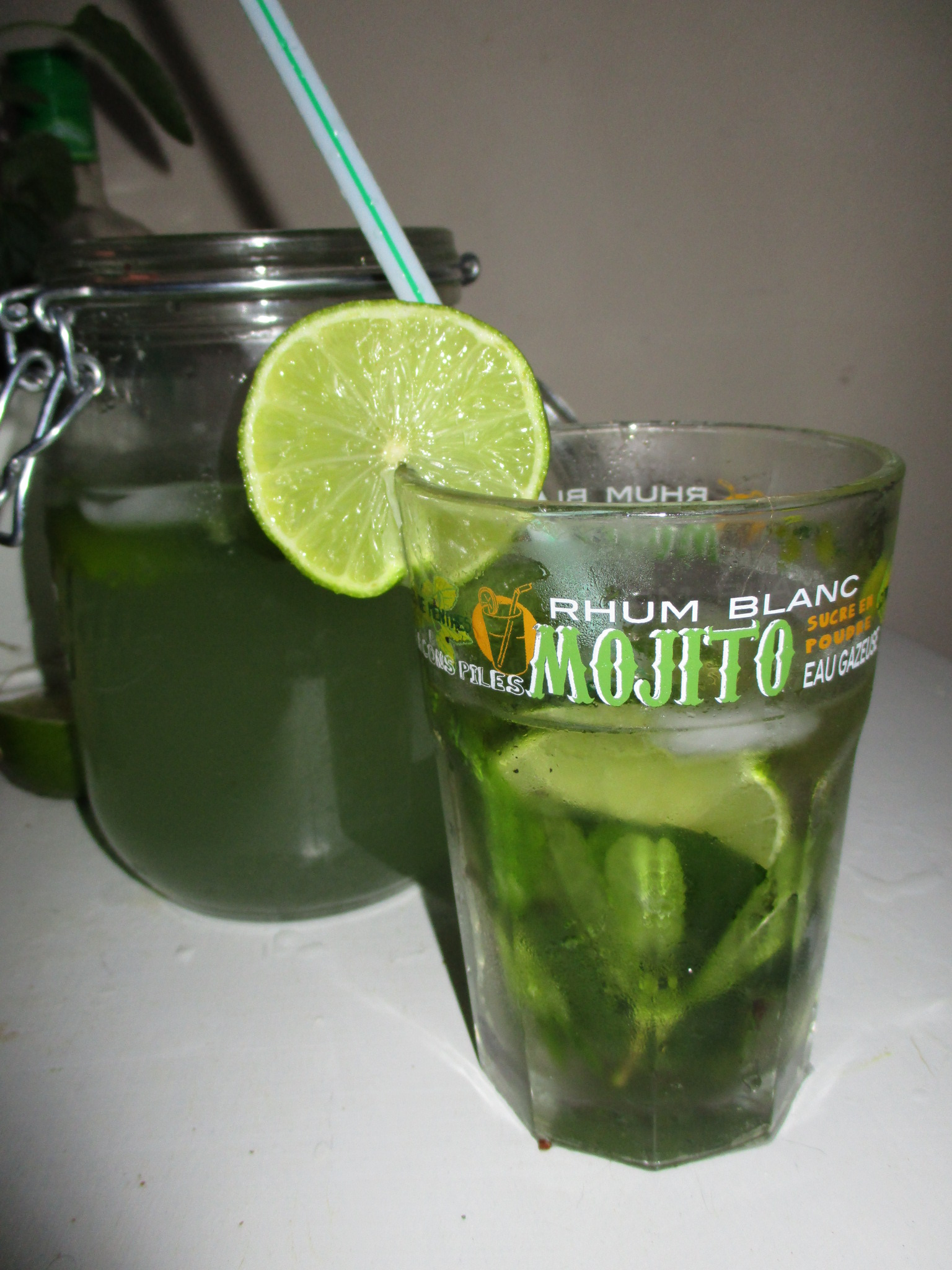

La légende raconte que l'histoire du mojito remonterait au début du XVIe siècle (la date de naissance officieuse du prédécesseur du mojito est 1586) lorsque le corsaire explorateur anglais Francis Drake, entre deux pillages de La Havane, appréciait siroter des feuilles de menthe pilées avec du tafia (rhum industriel). Cette tradition explique que des clients actuels demandent dans certains bars « give me a Drake » (« donnez moi un Drake » en anglais).
Au XXe siècle, la recette originelle évolue : le tafia est remplacé par du rhum agricole et le citron vert agrémente le mélange. Ainsi est né le mojito connu aujourd'hui, et qui tire son nom du « mojo », une mixture à base de citron initialement destinée à rehausser le goût des aliments.
En 1920, le mojito devint un véritable emblème de la culture cubaine, et est élevé au rang de « cocktail national de Cuba » (le rhum de Cuba est un des principaux produits d'exportation de l'économie de Cuba) 
Il est souvent dit que le mojito était très apprécié par l'écrivain journaliste américain Ernest Hemingway qui en aurait dégusté régulièrement lorsqu'il vivait à Cuba entre 1939 et 1960. Cela est cependant surprenant compte tenu des goûts habituels du célèbre auteur, qui préférait en général les cocktails plus forts et moins sucrés, comme le Hemingway Spécial créé spécialement à son intention.
La célèbre citation « mon Mojito à La Bodeguita del Medio, mon Daïquiri à la El Floridita » serait apocryphe, de l'aveu du propriétaire de La Bodequita del Medio à un journaliste, en 2012.
Le cocktail finit par s'exporter d'abord aux États-Unis, puis en Europe, avant d'être préparé dans la plupart des bars du monde entier.
En France, il a été démocratisé à partir des années 1990 par une importante campagne marketing de la part de la marque de rhum Havana Club. La « saveur Mojito » s’est même imposée comme saveur commune de boissons, notamment fabriquées par Schweppes et 7 Up, en passant par les sirops de Teisseire, et les variantes dites « virgin ».

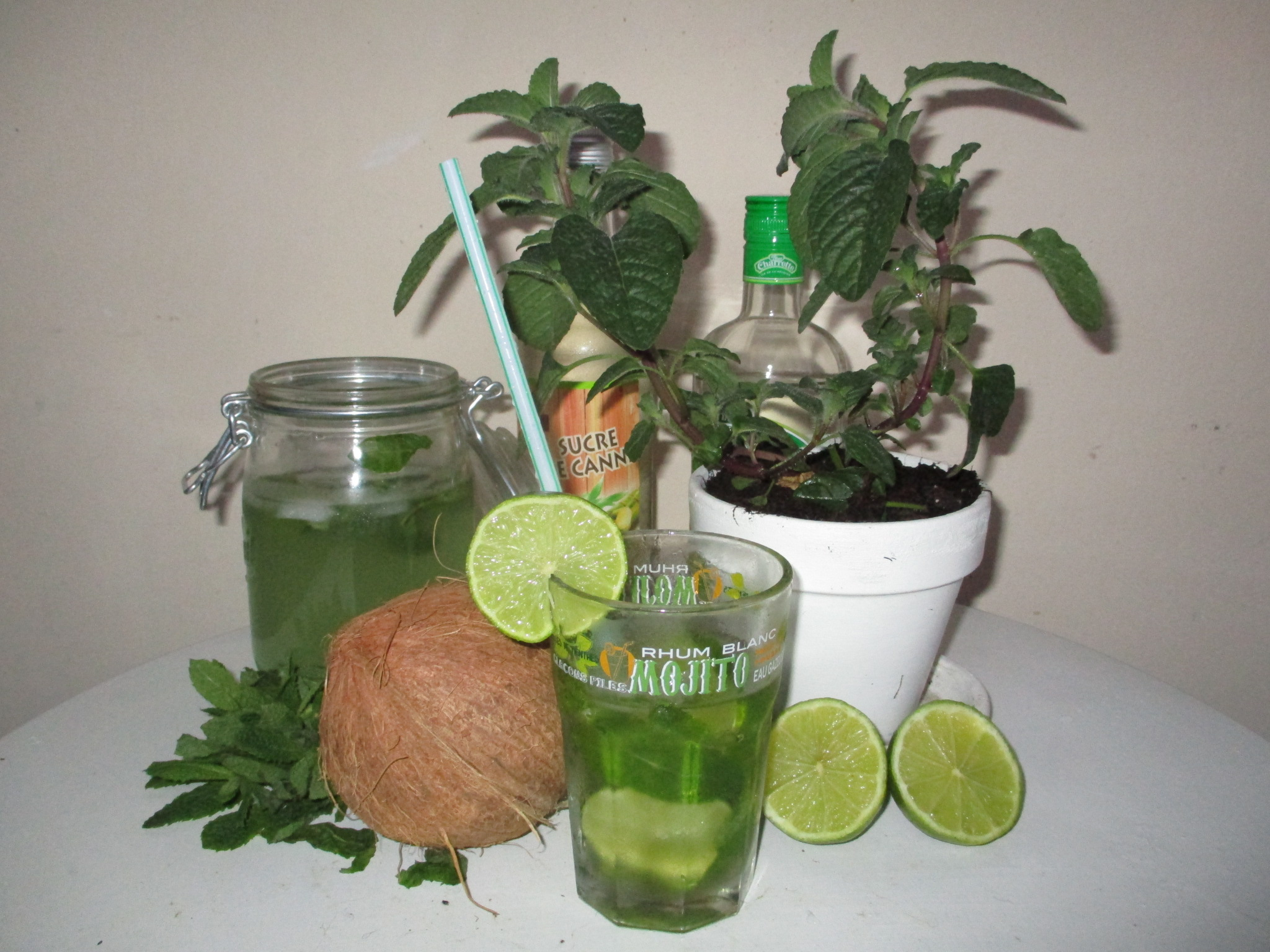

## Ingrédients
- Une dizaine de feuilles de menthe indienne (appelée hierba buena, yerba buena ou hierbabuena en Amérique latine)[6], sinon de menthe poivrée[7], au goût assez proche, pressées plutôt que pilées (ce qui augmente l'amertume). Les Cubains utilisent de préférence les tiges de menthe[8].
- 5 cl de rhum cubain ou de rhum blanc (agricole[9]), ou de rhum ambré (variante).
- ½ citron vert en morceaux.
- 2 cuillerées à café de sucre de canne roux (ou de sucre blanc privilégié par les Cubains) en poudre ou 2 cl de sirop de sucre.
- Eau gazeuse, champagne ou limonade pour les variantes.
- Quelques gouttes d'angostura.
- Glace pilée.

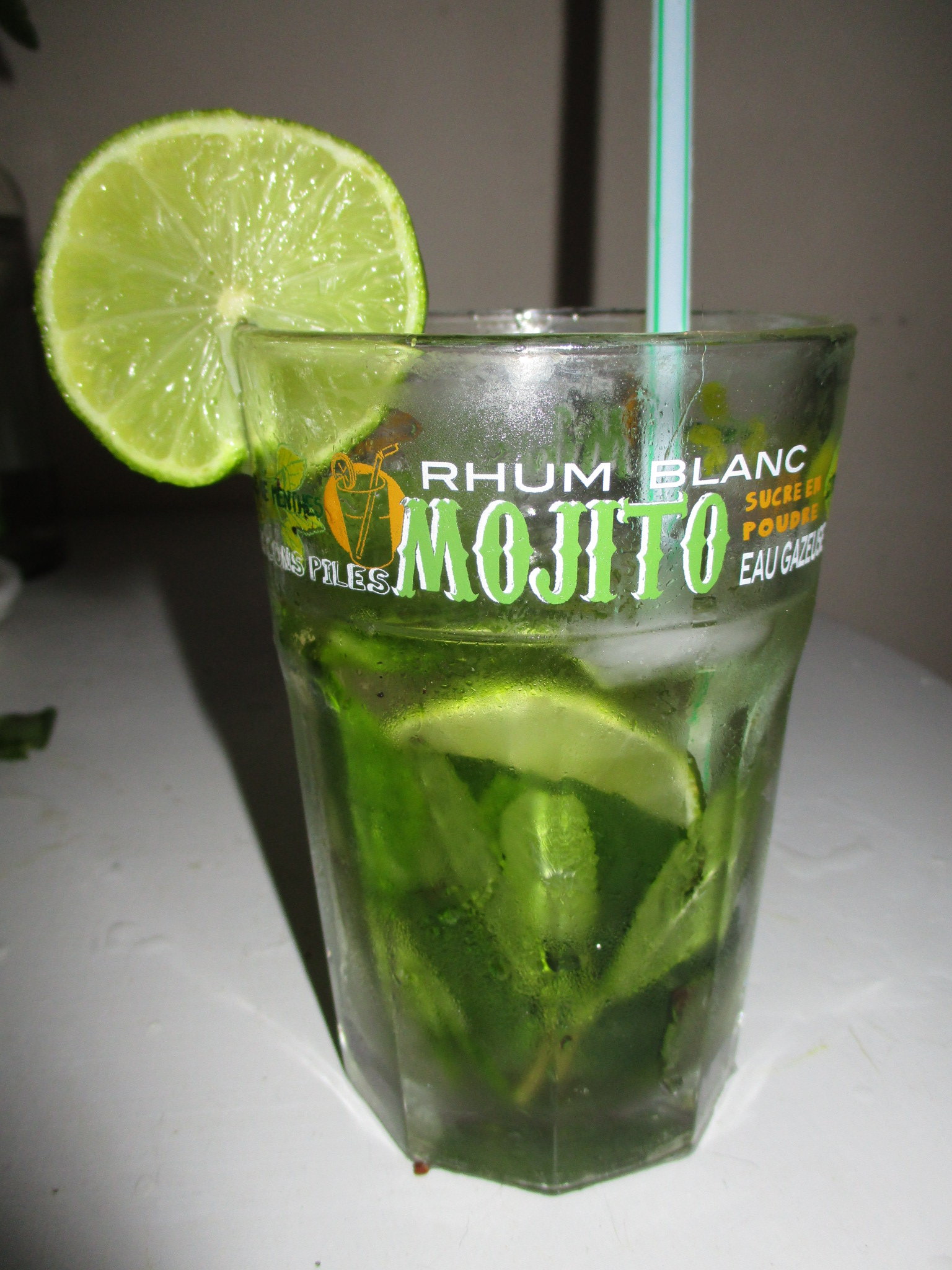
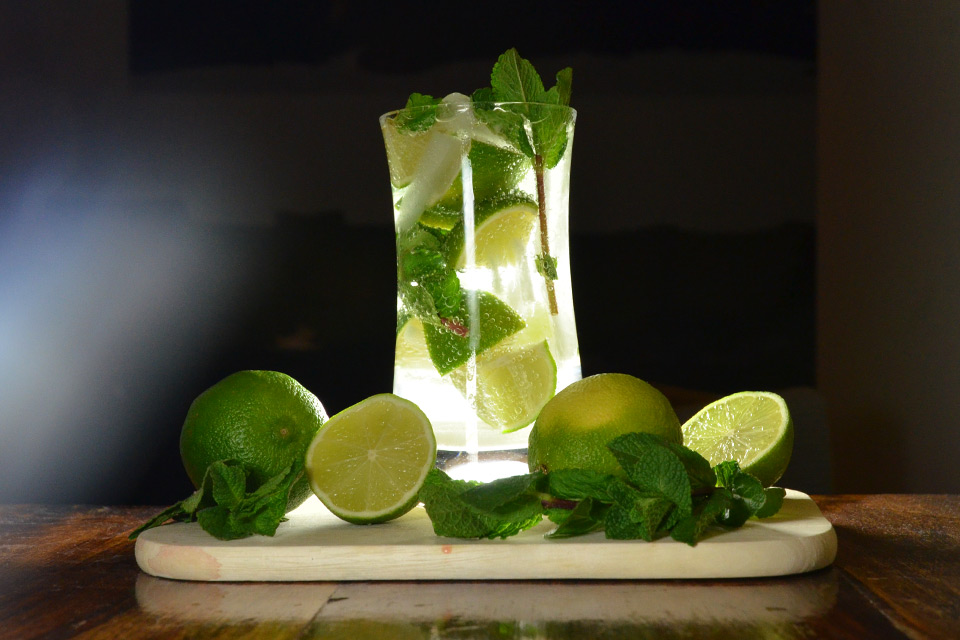
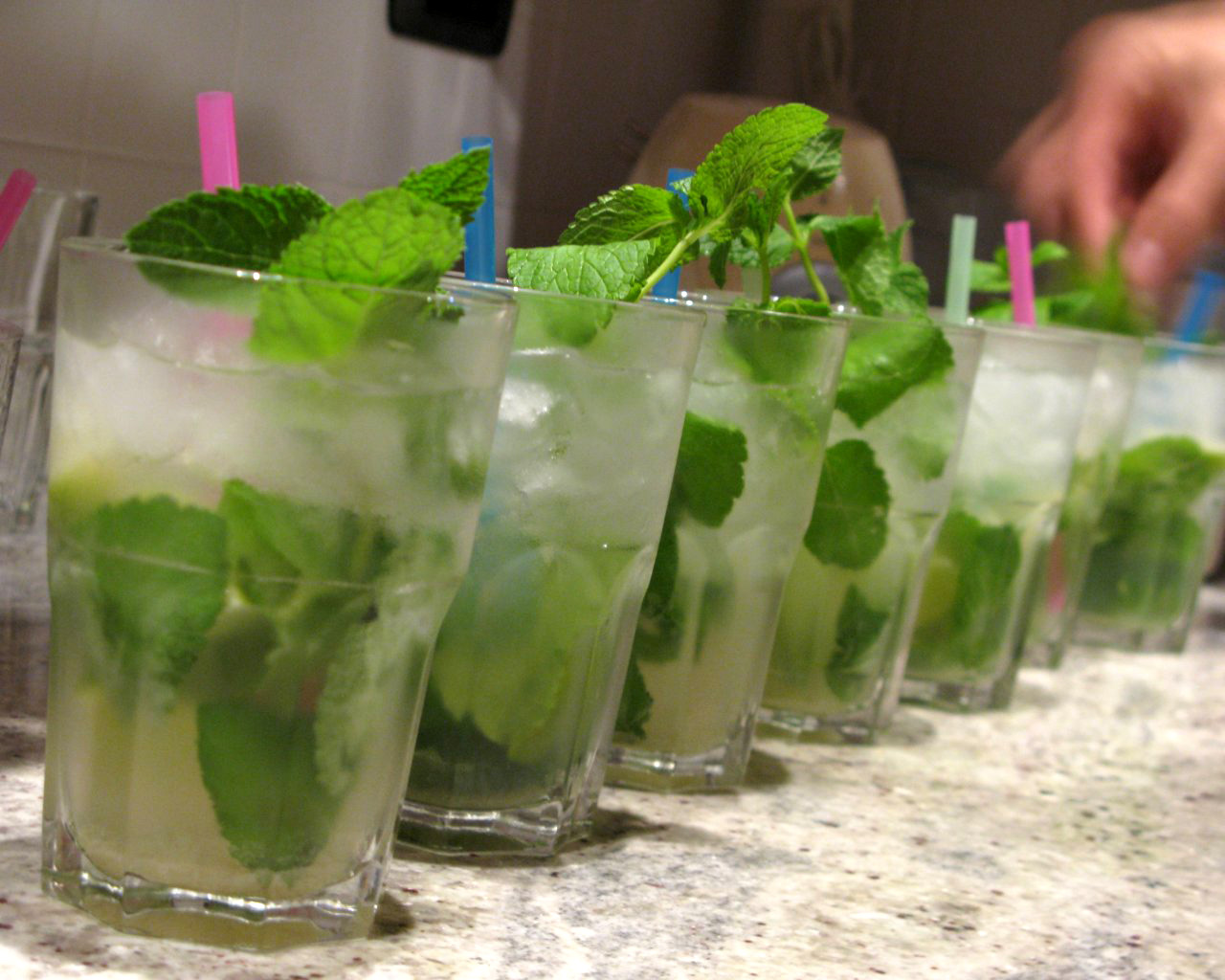
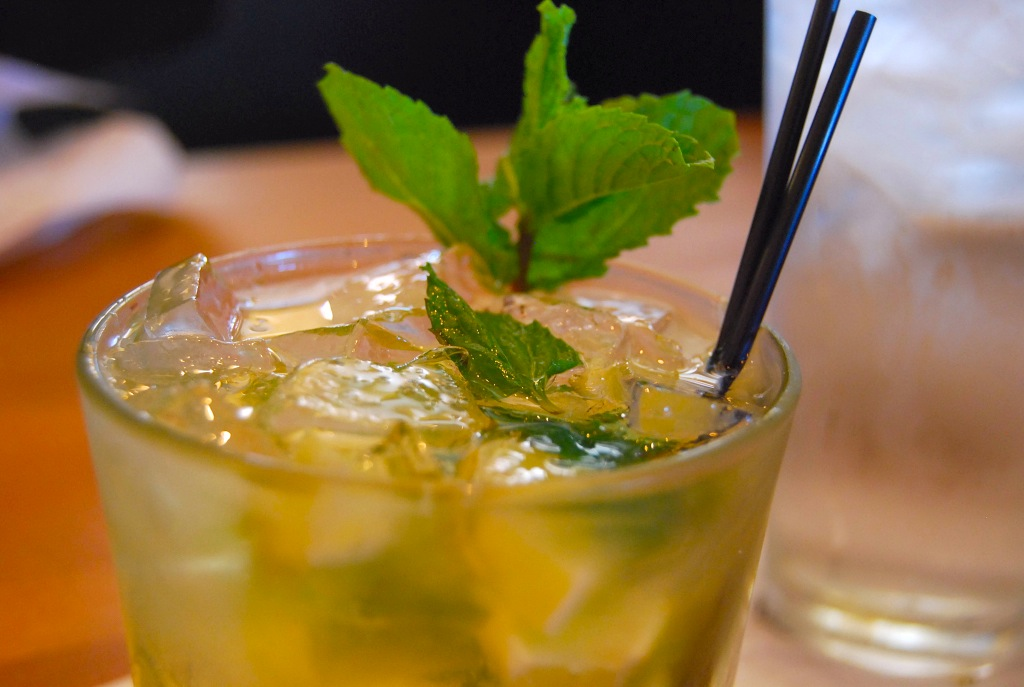
Mojito à la mangue.
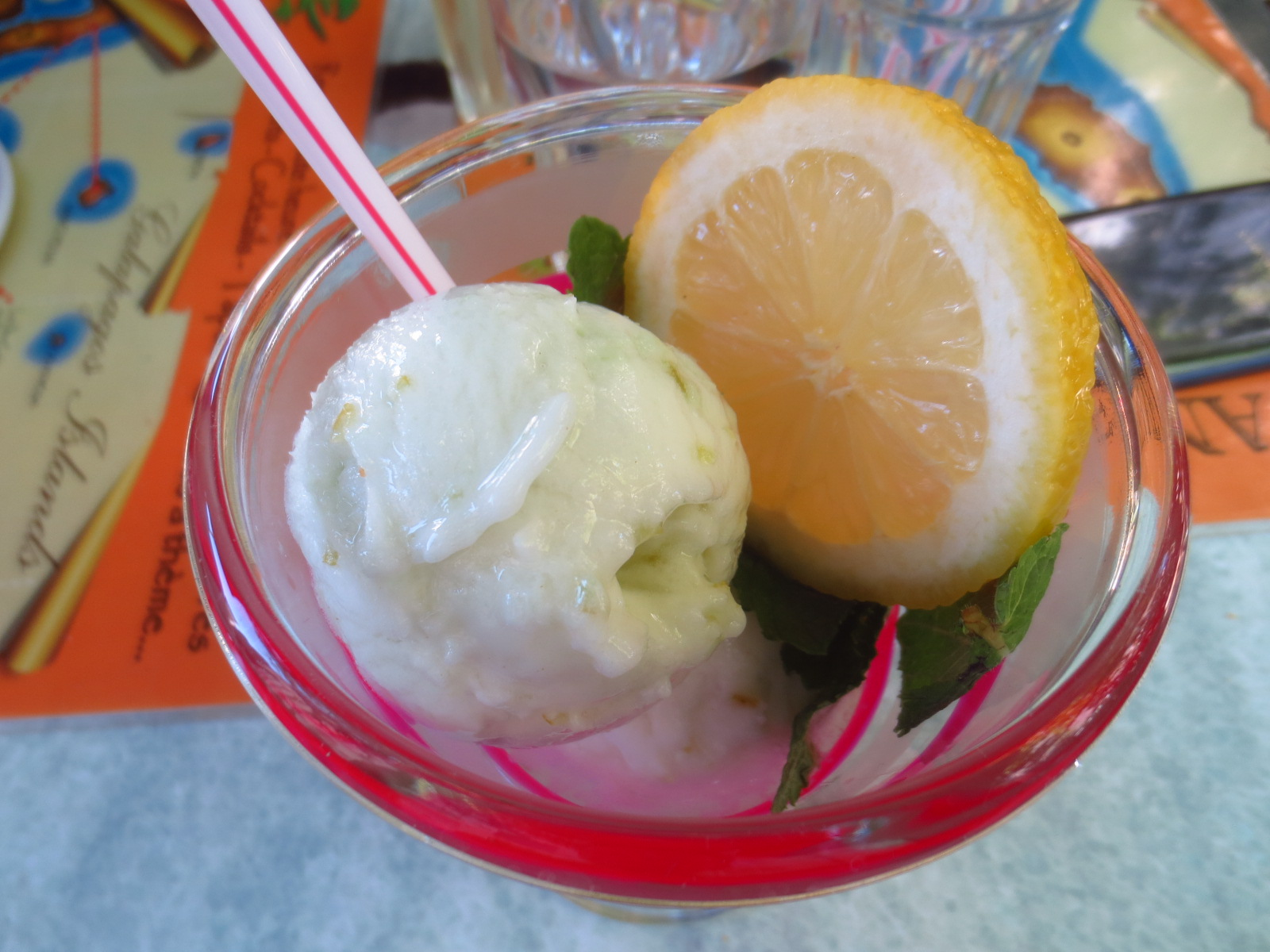
Glace au mojito.

## Dans la culture populaire

### Au cinéma
- Miami Vice : Deux flics à Miami : durant une opération d'infiltration de réseau de drogue de Floride par la police de Miami, Isabella (Gong Li) invite Sonny (Colin Farrell) à traverser la mer des Bahamas, de Miami à Cuba, avec son Go fast, pour aller déguster le meilleur Mojito de La Havane.

- James Bond en partage un avec le personnage d'Halle Berry, fraîchement revenue d'une baignade dans Meurs un autre jour.

### En musique
- Vincent Delerm y fait référence dans sa chanson Le Baiser Modiano en 2004.

- Le nom de ce cocktail est également mentionné à la fin d'une chanson de Mylène Farmer Porno Graphique issue de l'album Avant que l'ombre…. On entend la chanteuse dire « T'as pas un p'tit mojito », suivi de rires.

- « Un mojito, j'vais m'coucher tard, deux mojitos, j'vais m'coucher tôt » sont les dernières phrases de la chanson J'suis pas d'ici de Thomas Dutronc, extraite de son premier album Comme un manouche sans guitare.

- Donaldo Flores et Hugo Motta ont sorti un single intitulé Mojito.

- Helmut Fritz dans Ça m'énerve confie avoir « vomi par terre [son mojito pris au] Milliardaire ».

- Dans le morceau Validé, L'Algérino y fait référence : « Paye ta clope ton mojito, monte le son c'est L'Algerino ».

- Shakira dans son titre sorti en 2017 Me Enamoré : « Un mojito, dos mojitos ».

- Jul parle du mojito au début du titre Carnalito sur l'album L'ovni : « J'bronze au soleil avec un petit mojito ».

- En 2021, Thalia sort un single intitulé Mojito.

- Alan Ritchson, dans son clip Mojito[10].

### À la télévision
- Sam Axe, dans la série américaine Burn Notice adore les mojitos, en boit dans tous les épisodes et en parle souvent.

- Thad Castle, dans la série Blue Mountain State, le personnage en parle et en boit régulièrement au point d'en faire une piscine entière dans le film  Blue Mountain State: The Rise of Thadland (en).

### Dans la littérature
- Philippe Delerm, dans son livre Les eaux troubles du mojito, en 2015.